# Calotes ceylonensis
Calotes ceylonensis es una especie de iguanios de la familia Agamidae.

## Distribución geográfica
Es endémica de Sri Lanka.